# Volta ao Algarve de 2005
A 31.ª edição da Volta ao Algarve foi uma corrida de ciclismo de estrada por etapas que se celebrou em Portugal entre 16 e 20 de fevereiro de 2005 sobre um percurso de 867 quilómetros dividido em 5 etapas, com início na cidade de Albufeira e final no Alto do Malhão.
A prova pertence ao UCI Europe Tour de 2005 dentro da categoria 2.1 (máxima categoria destes circuitos).
A carreira foi vencida pelo corredor português Hugo Sabido da equipa Paredes Rota dos Móveis-Beira Tamega, em segundo lugar Stuart O'Grady (Cofidis, le Crédit par Téléphone) e em terceiro lugar José Luis Rubiera (Discovery Channel).

## Equipas participantes
Tomaram parte na carreira 19 equipas: 4 de categoria ProTeam convidados pela organização; 3 de categoria Profissional Continental; e 12 de categoria Continental, formando assim um pelotão de 188 ciclistas dos que acabaram xxx. As equipas participantes foram:

## Percurso
A Volta ao Algarve dispôs de cinco etapas para um percurso total de 867 quilómetros, dividido em duas etapas de montanha, duas etapas planas e uma contrarrelógio individual.

## Evolução das classificações
- As classificações finalizaram da seguinte forma:[2]

| Etapa (Vencedor)           | Classificação geral | Classificação da montanha | Classificação por pontos | Classificação dos jovens | Classificação por equipas |
| -------------------------- | ------------------- | ------------------------- | ------------------------ | ------------------------ | ------------------------- |
| 1.ª etapa (Bernhard Eisel) | Bernhard Eisel      | Eelke Van der Wal         | Bernhard Eisel           |                          | Française des Jeux        |
| 2.ª etapa (Tom Steels)     | Tom Steels          | Eelke Van der Wal         | Bernhard Eisel           | T-Mobile Team            |                           |
| 3.ª etapa (Alexei Markov)  | Bernhard Eisel      | Hugo Sabido               | Olaf Pollack             | T-Mobile Team            |                           |
| 4.ª etapa (Bernhard Eisel) | Bernhard Eisel      | Hugo Sabido               | Bernhard Eisel           | Française des Jeux       |                           |
| 5.ª etapa (Hugo Sabido)    | Bernhard Eisel      | Hugo Sabido               | Bernhard Eisel           | Discovery Channel        |                           |
| Final                      | Bernhard Eisel      | Hugo Sabido               | Bernhard Eisel           |                          | Française des Jeux        |

## Lista dos corredores
| Discovery Chanel Pro Cycling Team | Gerolsteiner | T-Mobil Team |  |
| - 1. José Azevedo - 2. Benoît Joachim - 3. Guennadi Mikhailov - 4. Benjamín Noval - 5. Pavel Padrnos - 6. Volodymyr Bileka - 7. José Luis Rubiera - 8. Jurgen Van den Broeck            | - 11. Markus Fothen - 12. Robert Förster - 13. Sebastian Lang - 14. Marcel Strauss - 15. Fabian Wegmann - 16. Beat Zberg - 17. Markus Zberg - 18. Thomas Ziegler                               | - 21. Eric Baumann - 22. Bastiaan Giling - 23. Bernhard Kohl - 24. André Korff - 25. Daniele Nardello - 26. Olaf Pollack - 27. Jan Schaffrath - 28. Bram Schmitz                       |  |
| Française Des Jeux | Cofidis | Davitamon-Lotto |  |
| - 31. Sandy Casar - 32. Baden Cooke - 33. Bernhard Eisel - 34. Frédéric Guesdon - 35. Christophe Mengin - 36. Benoît Vaugrenard - 37. Jussi Veikkanen - 38. Matthew Wilson              | - 41. Leonardo Bertagnolli - 42. Stuart O'Grady - 43. Bingen Fernández - 44. Daniel Atienza - 45. Jans Koerts - 46. Guido Trentin - 47. Nicolas Rocha - 48. Stéphane Augé                      | - 51. Frédéric Amorison - 52. Wim De Vocht - 53. Bert Roesems - 54. Tom Steels - 55. Christophe Brandt - 56. Léon van Bon - 57. Wim Van Huffel - 58. Aart Vierhouten                   |  |
| LA Alumínios-Liberty Seguros | Riberalves-Goldnutrition | Milaneza-Maia |  |
| - 61. Cândido Barbosa - 62. Pedro Lopes - 63. David García Dapena - 64. Luis Pinheiro - 65. Pedro Andrade - 66. Hernâni Brôco - 67. Héctor Guerra - 68. Jordi Grau                      | - 71. Rui Lavarinhas - 72. Joaquim Adrego Andrade - 73. Nuno Marta - 74. Bruno Sa - 75. Micael Isidoro - 76. Luis Sarreira - 77. Edgar Anäo - 78. Ricardo Costa                                | - 81. Pedro Cardoso - 82. Gonçalo Amorim - 83. Renato Silva - 84. Bruno Piores - 85. Andrei Zintchenko - 86. Daniel Petrov - 87. Alexei Markov - 88. Francisco Pérez Sánchez           |  |
| Madeinox-A.R. Canela | Paredes R.M.-Beirata | Duja-Tavira |  |
| - 91. Bruno Neves - 92. Julio Garcia - 93. Lizuarte Martins - 94. Claudio Faria - 95. Carlos Alberto Carneiro - 96. Sergio Sousa - 97. Josu Mondelo - 98. Sergio Ferreiro               | - 101. Hugo Sabido - 102. José Hernández - 103. Virgilio Santos - 104. Gerardo Fernández Argentina - 105. Alberto Padilla - 106. José Rodrigues - 107. Alexandre Oliveira - 108. Pedro Barnabe | - 111. Pedro Martins - 112. Martín Garrido Argentina - 113. Juan Olmo - 114. Paul Sneeboer - 115. Nelio Simão - 116. Krassimir Vasilev - 117. Luis Bartolomeu - 118. Daniel Petrov     |  |
| Imoholding-Loulé | Barbot-Pascoal | Asc-Chenco Jeans |  |
| - 121. Ramon Troncoso - 122. Ramon Zaragoza - 123. Marco Morais - 124. Marco Silvestre - 125. Cessar Pinto - 126. José Martínez - 127. Luis Medina - 128. Rui Madeira                   | - 131. Alberto Benito - 132. Celestino Pinho - 133. Carlos Pinho - 134. Claus Michael Møller - 135. David Martin - 136. Fernando Sousa - 137. Rui Pinto - 138. Sérgio Ribeiro                  | - 141. Pedro Costa - 142. Jose De Sousa - 143. Vicente Fernandez - 144. Pedro Hermida - 145. Carlos Lameira - 146. Nelson Pereira - 147. Hermano Vieira - 148. José Miguel Martins     |  |
| Carvalhelhos-Boavista | Rabobank | Shimano-Memory Corp |  |
| - 151. Alejandro Marque - 152. Pedro Soeiro - 153. Joaquim Sampaio - 154. Celio Sousa - 155. Andre Vital - 156. Hugo Vitor - 157. Jacek Morajko - 158. Tiago Machado                    | - 161. Stef Clement - 162. Hans Dekkers - 163. Frank Van Dulmen - 164. Tom Veelers - 165. Marc de Maar - 166. Kai Reus - 167. Tom Stamsnijder - 168. Remco van der                             | - 171. Eelke Van Der Wal - 172. Rudie Kemna - 173. Rik Reinerink - 174. Stefan Schumacher - 175. Masamichi Yamamoto - 176. Laurens ten Dam - 177. Alain Van Katwijk - 178. Tomoya Kanō |  |
| Landbouwkrediet-Colnago | | |  |
| - 181. Bert De Waele - 182. Ludo Dierckxsens - 183. Glenn De Hollander - 184. Geert Verheyen - 185. Jurgen Van de Walle - 186. Maxime Monfort - 187. Steve Cummings - 188. Nico Sijmens | | |  |